# Saša Filipenko
Saša Filipenko (bělorusky Саша Філіпенка; 12. července 1984 Minsk) je běloruský spisovatel, novinář a moderátor televizních pořadů. Je otevřeným kritikem politického režimu běloruského diktátora Alexandra Lukašenka.
Jeho knihy byly přeloženy do více než 15 jazyků. Divadelní hry založené na jeho dílech byly uvedeny v Berlíně, Kyjevě, Moskvě, Petrohradu a Vilniusu. V roce 2021 PEN International prohlásil Filipenka za oběť cenzury.
Žije v exilu ve Švýcarsku, protože návrat do Běloruska je pro něj nebezpečný. Za otevřený odpor proti Lukašenkovi a podporu opoziční aktivistky Maryje Kalesnikavové může být stíhán až 12 let odnětí svobody.

## Život
Filipenko se narodil v Minsku do smíšené rusko-ukrajinsko-běloruské rodiny. Studoval na uměleckém lyceu a získal bakalářský (2007) a magisterský (2009) titul v oboru literatura na Petrohradské univerzitě. Pracoval v ruské nezávislé televizní stanici Dožď.
Divadelní hry na motivy Filipenkových knih byly uvedeny v řadě divadel, včetně předního ruského avantgardního divadla Gogol Center a klasického Alexandrinského divadla. 
V roce 2023 uvedla ukrajinská režisérka Saša Děnisovová Filipenkovu hru „Tichari“ v litevském Starém divadle ve Vilniusu s nezávislými běloruskými herci, kteří museli Bělorusko opustit kvůli politickým represím.
V roce 2024 uvedl Maxim Didenko v Berlíně hru podle Filipenkova románu „Kremulátor“.

## Politický aktivismus
Během běloruských protestů v letech 2020–2021 napsal Filipenko řadu článků ostře kritizujících Lukašenkův režim a vyzývajících k propuštění politických vězňů, které vyšly mj. v běloruském, ruském, německém, britském, polském, nebo francouzském tisku. V roce 2021 napsal otevřený dopis prezidentovi Mezinárodní hokejové federace Renému Faselovi proti konání Mezinárodního mistrovství v hokeji v Bělorusku, který publikovalo několik evropských novin, včetně německých Frankfurter Allgemeine Zeitung neboSüddeutsche Zeitung.
Filipenko napsal také otevřený dopis prezidentovi Mezinárodního výboru Červeného kříže, protože organizace odmítla provést inspekci běloruských věznic, kde byli po protestech mučeni političtí vězni. 

## Dílo - česky vyšlo
- Rudý kříž, Pistorius & Olšanská, 2019, překlad Libor Dvořák, ISBN 978-80-7579-032-3
- Štvanice (2021), Pistorius & Olšanská, 2021, překlad Libor Dvořák, ISBN 978-80-7579-114-6
- Kremulátor, Odeon 2024, překlad Jakub Šedivý, ISBN 978-80-207-2254-6

## Ocenění
- 2011: Diplom běloruského PEN klubu
- 2014: Cena časopisu Znamya[29]
- 2016: Cena Snob: Vyrobeno v Rusku[30]
- 2020: Literární cena Jasná Poljana - volba čtenářů
- 2023: Francouzská literární cena Transfuge za nejlepší evropský román pro Kremulátora
- 2024: Cena ProLitteris pro výjimečného autora